# Manul
Otocolobus manul · Chat de Pallas, Chat des steppes
Pour les articles homonymes, voir Mission d'appui des Nations unies en Libye et Pallas.
Genre
Espèce
Répartition géographique
Statut de conservation UICN

 LC  : Préoccupation mineure
Statut CITES
Le Manul (Otocolobus manul, syn. : Felis manul) ou Chat de Pallas est un félin de la sous-famille des félinés. C'est la seule espèce du genre Otocolobus.

## Description

### Corps
Le Manul a un corps compact et trapu avec des pattes courtes et une queue courte et épaisse. La fourrure, très longue et épaisse, le fait paraître plus gros qu'il n'est. Le poil présent dans les parties inférieures (ventre, intérieur des pattes et de la queue) est presque deux fois plus long que celui qui est situé sur les flancs ou le dos, ce qui lui permet de marcher ventre à terre quand il chasse tout en étant protégé des températures hivernales. Le Manul s'enroule dans sa queue pour se coucher, celle-ci lui permettant de garder sa chaleur corporelle. La fourrure est de couleur grise au nord de son aire de répartition à fauve à roux pour le sud. La couleur peut varier saisonnièrement. Certains individus ont des rayures sombres verticales sur les flancs. L'extrémité des poils est blanche, ce qui lui donne une apparence argentée. Le menton, la poitrine et le ventre sont blancs. Les pattes sont marquées de bandes noires indistinctes. La queue est annelée de sept à neuf marques noires étroiteset son extrémité est noire. La couleur de la robe permet un excellent camouflage dans son environnement naturel.
Le Manul mesure entre 50 et 65 cm de long et la queue mesure de 21 à 31 cm. La hauteur au garrot est de 28 à 30 cm. Le poids varie de 2,5 à 4,5 kg en moyenne,. Les mâles sont généralement plus lourds que les femelles.
La tête est aplatie et large. Les oreilles sont courtes, arrondies et placées bas sur la tête : elles dépassent à peine de la fourrure. Le profil très bas de la tête est adapté à la chasse dans les milieux ouverts avec peu de couverture végétale,. La petite taille des oreilles évite une trop grande déperdition de chaleur. Le front est tacheté de petits points noirs. Les joues sont marquées de rayures foncées et blanches. Les vibrisses sont blanches et les yeux sont bordés de lignes blanches et noires. Le Manul est également doté d'une troisième paupière qui sert de protection contre les vents froids et les tempêtes de poussières. Les pupilles sont rondes et la mâchoire est plus petite que celle des autres félins puisqu'il n'a pas de pré-molaires supérieures[réf. nécessaire].

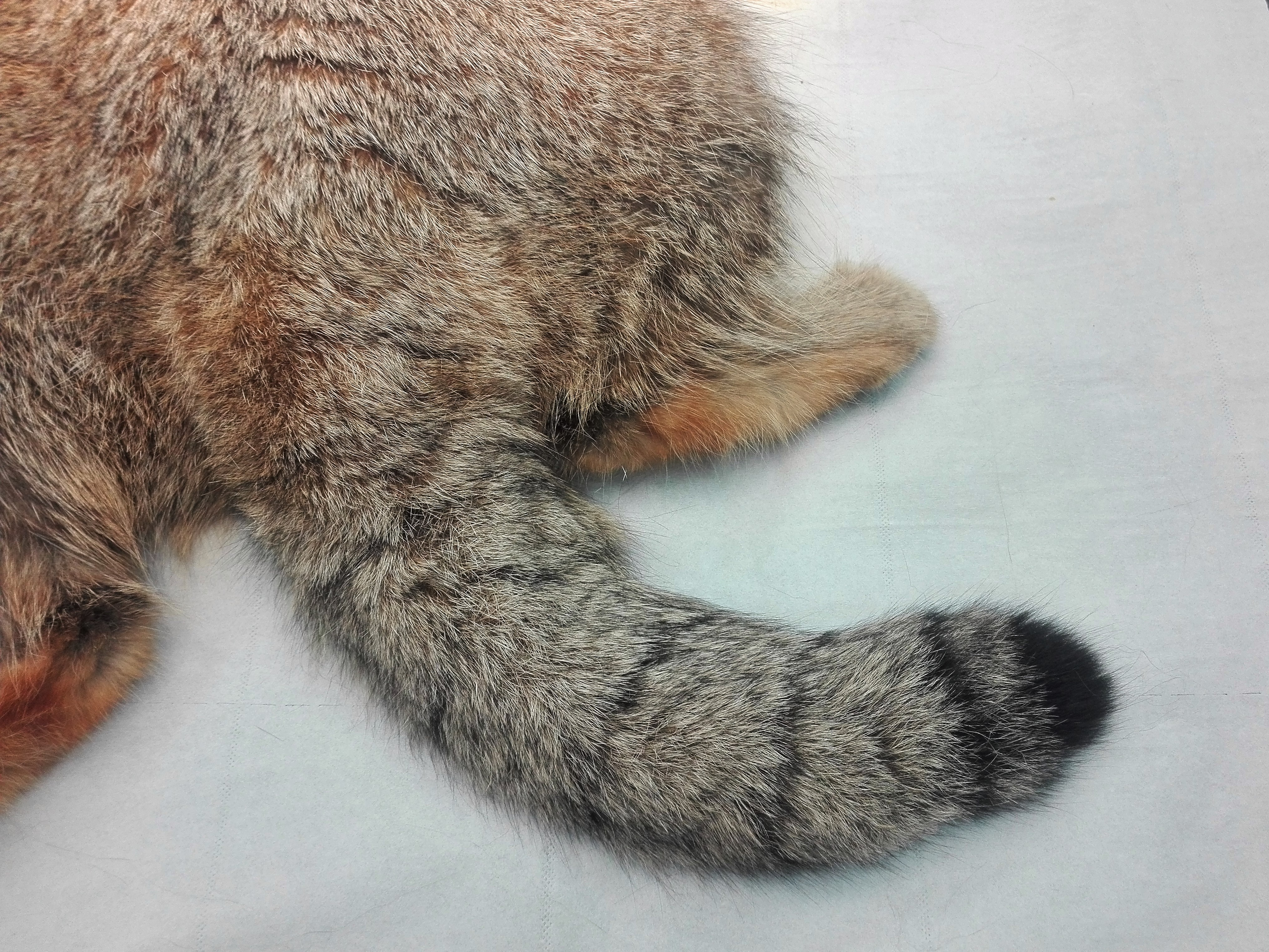
Détail de la queue, particulièrement courte.

## Comportement

### Comportement
Cet animal est très territorial, agressif et solitaire, ce qui fait que c'est l'un des chats les moins étudiés,. Le Manul escalade facilement les rochers et falaises. Il n'est pas adapté à la marche dans la neige et se déplace dans les vallées lorsqu'il neige sur les hauteurs.
Le Manul possède le plus petit territoire parmi les félins. Le domaine de ce félin peut se limiter aux environs immédiats de sa tanière (déplacements entre 500 et 1 000 mètres), pour une superficie d'un kilomètre carré. En Russie, la taille moyenne du territoire est estimée à 1,5 km2.
Par sa petite taille, le Manul est une proie pour de nombreux prédateurs (rapaces, renards...). Cette menace l'oblige à se cacher régulièrement et à éviter les milieux ouverts (prairies).
Le Manul possède une longévité de 11 ans et demi.

### Régime alimentaire
Comme tous les félins, le Manul est un carnivore. Il se nourrit de petits mammifères — tels que les pikas, les marmottes, les écureuils terrestres, les petits rongeurs comme le campagnol — et d'oiseaux comme les perdrix et les alouettes. Au Népal, des fèces contenaient 76 % de poils de pika, 18 % de poils de Lièvre laineux (Lepus oiostolus), 4 % de végétaux et divers débris. En Iran, un spécimen femelle percuté par un véhicule avait dans son estomac les restes d'un Pika afghan (Ochotona rufescens) et une Perdrix choukar (Alectoris chukar).
Crépusculaire, il passe ses journées caché dans des cavités. Il sort généralement au crépuscule et à l'aube pour chasser ; toutefois, lorsque ses proies sont diurnes, il sort également en journée comme lorsqu'il chasse la Grande gerboise en Iran. Le Manul pratique la chasse à l'approche : lorsqu'il voit une proie, il s'en approche en rampant et, lorsqu'il est assez près, bondit pour porter le coup fatal. Il peut également attendre au bord des terriers de rongeurs et les dénicher en plongeant une patte dedans.

### Reproduction
Les vocalises sont décrites comme ressemblant à celles d'un chiot ou au hululement d'une chouette : c'est un cri bref, de moyen à grave en tonalité. Le bruit très distinctif des Manuls lors de l'accouplement permettrait d'anticiper les naissances en captivité. Le Manul est également capable de cracher, de siffler et de grogner.
L'œstrus dure de un à cinq jours. Les femelles ont une gestation comprise entre 66 et 74 jours. La tanière est installée dans une grotte, une cavité rocheuse ou dans un terrier abandonné de renard, de blaireau ou de marmotte. La femelle donne naissance à une portée de un à six chatons durant les mois d'avril et de mai. En moyenne, les portées sont de trois ou quatre chatons. Le poids à la naissance est de 70 à 100 g. Les jeunes naissent avec un pelage laineux et foncé, distinctement marqué de rayures sur les flancs. Les petits sont revêtus de ce duvet jusqu'à l'âge de deux mois. Ils atteignent l'indépendance à huit mois. La maturité sexuelle de l'espèce est atteinte entre douze et quatorze mois.

## Répartition
Le Manul se rencontre dans les steppes froides et arides d'Asie centrale et jusqu'à 5 593 mètres d'altitude. Son habitat optimal est constitué de terrains découverts constitué de steppes d'herbes et de broussailles, avec des étendues de rochers, des ravins et des versants de collines. Le Manul habite les déserts de rocailles et rochers, les prairies ou encore les versants de montagne avec éboulis : il ne s'accommode pas des déserts de sable, des forêts ou de la neige profonde. Au nord, son aire de répartition est ainsi limitée par la taïga. Le Manul peut vivre dans des zones où la température descend jusqu'à −50 °C.
L'espèce a une vaste aire de répartition, qui s'étend à l’ouest jusqu'à la mer Caspienne et à l'origine à l'Est jusqu'à la Chine occidentale. L'aire de répartition monte au Nord jusqu'en Mongolie, au Kazakhstan et à la Russie, et au Sud en Iran, Pakistan et Népal. Il se retrouve surtout en Mongolie, moins souvent au Tibet, en Afghanistan et au Pakistan. Il n'est plus présent dans l'Est de la Chine. Sa présence au Népal est confirmée pour la première fois en 2014, la limite ouest de son aire de répartition népalaise est située dans le district de Dolpa.
Le Manul a été signalé dans le parc national de Khoshyeylag, les réserves du Qomolangma et de Taxkorgan en Chine et la forêt de Ziarat Juniper. Au Népal, il est présent dans l'aire de conservation de l'Annapurna. En Iran, où il est largement distribué tout en étant considéré comme rare, sa présence est confirmée dans l'aire protégée de Parvar. Il a également été vu début 2020 en Arménie.
En 2019, deux individus ont été localisés par leurs excréments à 5 000 m d’altitude sur l'Everest dans le parc national de Sagarmatha au Népal. Ils s'y nourrissent de pikas et de belettes de montagne,.

### Menaces
Ce félin est une espèce encore peu décrite et mal connue. Le nombre d'individus présents dans la nature n'est pas clairement défini mais la tendance de la population est à la baisse. Le nombre d'individus à l'état sauvage est estimé à 4-6/100 km2, soit seulement 58 000 individus dans toute l'Asie.
Cette espèce a été très chassée pour sa fourrure afin de confectionner des chapeaux et des manteaux. Au début du XXe siècle, 50 000 peaux par an étaient vendues par la Mongolie. De même, en Chine, les trappeurs capturaient dix mille Manuls par an dans les années 1950. Dans les années 1980, le Manul était moins prélevé dans la nature, et, en 1987, 9 180 peaux sont exportées par la Mongolie. Le Manul est à présent protégé par la loi en Chine, en Mongolie, en Inde, en Iran, au Kazakhstan, au Kirghizstan, au Pakistan, en Russie et au Turkménistan.
En Asie, la fragmentation des habitats et l'empoisonnement en masse des rongeurs, considérés comme des nuisibles, constitue une importante menace. C'est cette importante perte d'habitats et de proies qui a valu à ce félin d'être classé quasi menacé par l'UICN, depuis 2002, avant d'être finalement classée en « préoccupation mineure » en 2019. En 2024, il est protégé par la Convention sur la conservation des espèces migratrices appartenant à la faune sauvage.

## Présence en captivité
Début 2019, environ 160 individus étaient présents dans une soixantaine d'institutions zoologiques en Asie, en Europe et en Amérique du Nord.
- Le parc des félins dans la commune de Lumigny-Nesles-Ormeaux en Seine-et-Marne détient plusieurs Manuls[25]. Leur premier spécimen est envoyé par le zoo de Poznań[Lequel ?] en janvier 2005[26]. Un second Manul, une femelle, est transféré depuis le zoo de Mulhouse[26]. Des reproductions ont eu lieu en 2015[27].
- La ménagerie du Jardin des plantes détient au moins deux spécimens de Otocolobus manul. Ils sont maintenus dans un grand enclos extérieur avec abris en cas de pluie. (02/2015).
- Le parc zoologique de Lille possède actuellement une femelle, arrivée en 2017 lors de la rénovation du zoo, elle est située au fond de l'Allée des volières dans l'ancien enclos des binturong qui ont déménagé dans un enclos plus grand avec des loutre cendrées. Un mâle doit la rejoindre cette année[Quand ?].
- Le Parken Zoo (en), en Suède détient au moins un couple reproducteur et leurs chatons.
- Le parc zoologique de Moscou, en Russie détient un certain nombre de spécimens.
- Le zoo de Novossibirsk, en Sibérie détient un certain nombre de spécimens[28].
- Le zoo d'Édimbourg, en Écosse détient un certain nombre de spécimens.
- Le zoo de Zurich, en Suisse détient un certain nombre de spécimens.
- Le zoo de Lincoln Park , à Chicago (Illinois, États-Unis) détient un certain nombre de spécimens.
- Le zoo de Sarrebruck, en Allemagne détient un certain nombre de spécimens.
- Le zoo Ueno de Tokyo possède au moins deux spécimens.
- Le parc zoologique et botanique de Mulhouse possède un mâle et une femelle.
- La ménagerie du Museum National d'Histoire Naturelle de Paris en possède un depuis novembre 2024.

En juillet 2020, au zoo Shilo de Novossibirsk, trois femelles de manul ont donné une progéniture, 16 petits.

## Taxonomie
Deux sous-espèces ont été proposées :
- Otocolobus manul manul, que l'on trouve en Afghanistan, en Chine dans la province de Gansu, au Kazakhstan, en Iran, en Mongolie, dans le sud de la Sibérie et au Pakistan.
- Otocolobus manul nigripectus, que l'on trouve au Bhoutan, dans le Cachemire, au Népal et au Tibet.

## Dans la culture

### Étymologie
« Manul » est un mot mongol qui désigne directement le félin.
L'un des noms vernaculaires de cette espèce, « Chat de Pallas », commémore le zoologue allemand Peter Simon Pallas (1741-1811) qui a décrit l'espèce en 1776. La longue fourrure de ce félin lui fait alors penser que le Manul est l'ancêtre sauvage du chat persan.
Le nom latin du genre Otocolobus signifie « oreilles coupées ».

#### GenreOtocolobus
- (fr) CITES : taxon  Otocolobus manul (sur le site du ministère français de l'Écologie) (consulté le 18 mai 2015)
- (fr + en) ITIS : Otocolobus Brandt, 1842
- (en) Animal Diversity Web : Otocolobus
- (en) NCBI : Otocolobus (taxons inclus)

#### EspèceOtocolobus manul
- (fr + en) ITIS : Otocolobus manul (Pallas, 1776)
- (en) Animal Diversity Web : Otocolobus manul
- (en) NCBI : Otocolobus manul (taxons inclus)
- (en) UICN : espèce Otocolobus manul (Pallas, 1776)
- (en) CITES : Felis manul (Pallas, 1776)  (+ répartition sur Species+) (consulté le 18 mai 2015)
- Fiche de la IUCN/SSC Cat Specialist Group sur Otocolobus manul (en)